# Vredeskapel (Tegelen)
De Vredeskapel is een kapel in Tegelen in de Nederlandse gemeente Venlo. De kapel staat aan de zuidrand van het dorp aan de Bakenbosweg bij een vijver naast Kasteel Holtmühle.
De kapel is gewijd aan de heilige Maria, specifiek aan Onze-Lieve-Vrouw van Vrede.

## Geschiedenis
Tegen het einde van de Tweede Wereldoorlog beloofden de buurtbewoners een kapel op te richten als zij ongeschonden uit de oorlog zouden komen. De families overleefden de oorlog en bouwden een kapel. Op tweede paasdag 1952 werd de kapel onthuld.
In de kapel was er oorspronkelijk een beeld van Onze-Lieve-Vrouw geplaatst van de hand van Frans Tuinstra. Dit beeld werd echter vernield en in de kapel werd een nieuw beeld geplaatst van de hand van Jac Bongaerts, dat het beeld gebaseerd op het ontwerp van beeldhouwer Charles Grips.

## Gebouw
De eenvoudige niskapel is opgetrokken in lichte baksteen op een rechthoekig plattegrond. Het heeft een verbreed basement, een rechte opbouw en eindigt aan de bovenzijde met een verbreed aanzet onder een zadeldak met pannen. Aan de voorzijde is een rondboogvormige nis aangebracht. In de nis hangt een Mariabeeld en toont de gekroonde heilige met op haar linkerarm het kindje Jezus.